# Kanton Cognin
Kanton Cognin is een voormalig kanton van het Franse departement Savoie. Kanton Cognin maakte deel uit van het arrondissement Chambéry en telde 13 018 inwoners in 1999. Het werd opgeheven bij decreet van 27 februari 2014 met uitwerking op 22 maart 2015.

## Gemeenten
Het kanton Cognin omvatte de volgende gemeenten:
- Cognin (hoofdplaats)
- Jacob-Bellecombette
- Montagnole
- Saint-Cassin
- Saint-Sulpice
- Vimînes